# Betfagé

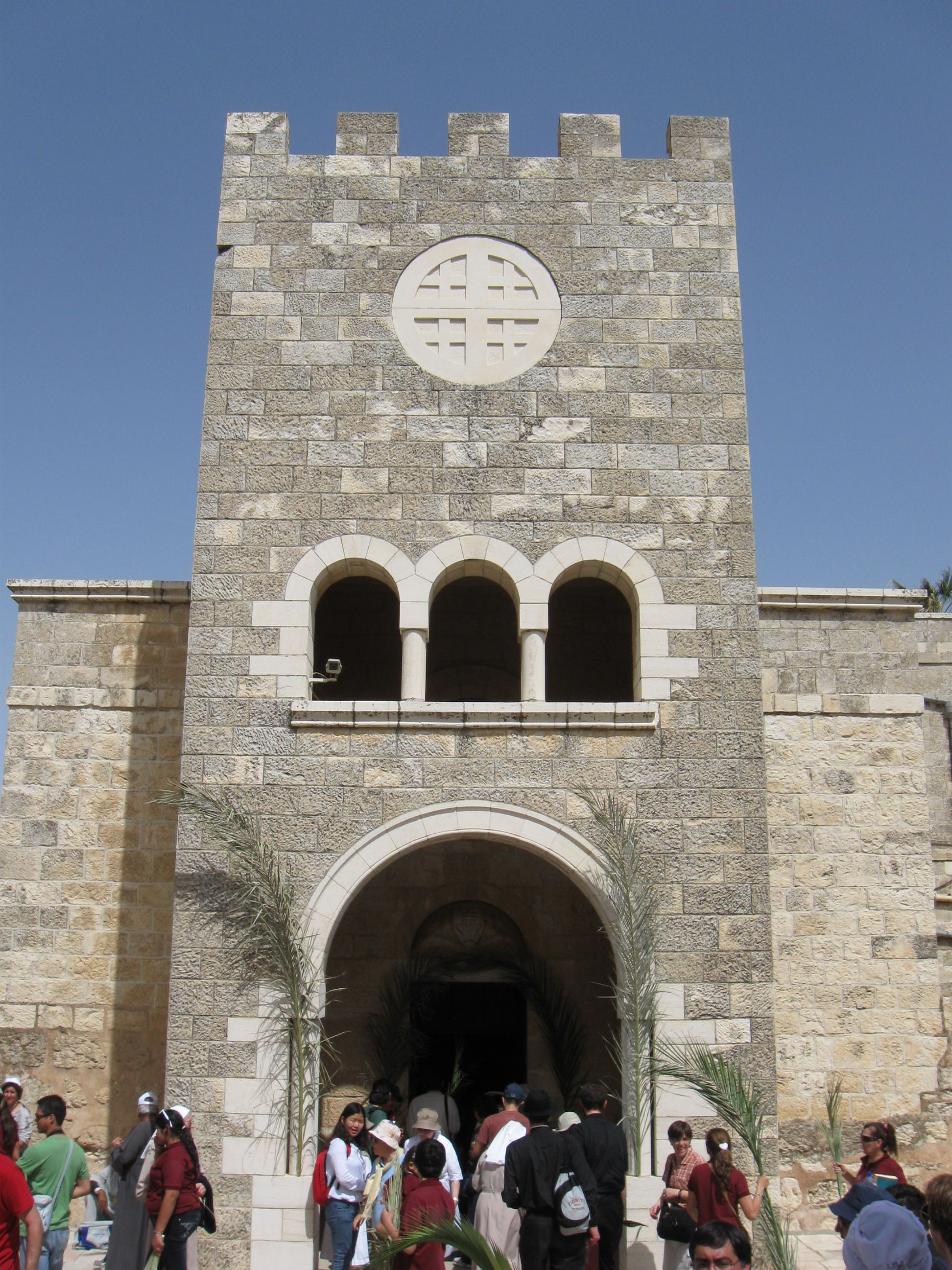
Iglesia de Betfagé

Betfagé (arameo בית פגי, literalmente 'casa de los higos verdes') es un sitio religioso cristiano en Israel.
Se menciona a Betfagé en los Evangelios sinópticos (Mateo 21:1; Marcos 11:1; Lucas 19:29) como el lugar del antiguo Israel, cercano a Betania, desde donde Jesús de Nazaret envió a sus discípulos por un borrico, con el que entró a Jerusalén. El nombre haría referencia anacrónica al episodio en el que Jesús, al día siguiente de su entrada triunfal a Jerusalén, y como preludio a la expulsión de los mercaderes del Templo, maldice una higuera sin frutos a la salida de Betania (Marcos 11:12-14).
Eusebio de Cesarea (Onom 58:13) localiza el sitio en el monte de los Olivos, probablemente en el camino de Jerusalén a Jericó y dentro de los 2000 codos (aproximadamente un kilómetro) de Jerusalén, la máxima distancia que se puede recorrer durante un sabbat. En el sitio donde la Iglesia católica considera que ocurrió el hecho bíblico, se ha erigido una iglesia franciscana.